# Lac La Belle
Lac La Belle – wieś w Stanach Zjednoczonych, w stanie Wisconsin, w hrabstwie Jefferson.